# Арли
Арли́ (фр. Harly) — коммуна во Франции, находится в регионе Пикардия. Департамент коммуны — Эна. Входит в состав кантона Сен-Кантен-3. Округ коммуны — Сен-Кантен.
Код INSEE коммуны — 02371.

## Население
Население коммуны на 2010 год составляло 1707 человек.
| 1962 | 1968 | 1975 | 1982 | 1990 | 1999 | 2010 |
| ---- | ---- | ---- | ---- | ---- | ---- | ---- |
| 783  | 1445 | 1425 | 1976 | 1892 | 1803 | 1707 |

## Экономика
В 2010 году среди 1051 человека трудоспособного возраста (15—64 лет) 715 были экономически активными, 336 — неактивными (показатель активности — 68,0 %, в 1999 году было 70,5 %). Из 715 активных жителей работали 641 человек (338 мужчин и 303 женщины), безработных было 74 (26 мужчин и 48 женщин). Среди 336 неактивных 83 человека были учениками или студентами, 158 — пенсионерами, 95 были неактивными по другим причинам.